# Il gatto del rabbino
Il gatto del rabbino (Le Chat du rabbin) è una serie a fumetti francese ideata scritta e disegnata dal fumettista Joann Sfar, in collaborazione con la colorista Brigitte Findakly. Da quest'opera è stato tratto un film d'animazione omonimo, uscito nel 2011.

## Trama
All'inizio del XX secolo, il gatto di un rabbino di Algeri racconta la sua vita dialogando col suo padrone.

Il gatto ha acquisito il potere di comunicare da quando ha mangiato il pappagallo della casa, ma ha immediatamente cominciato a farne uso in modo impertinente raccontando bugie e offendendo di continuo. Il rabbino, temendo la cattiva influenza che il gatto parlante potrebbe avere sulla figlia Zlabya, decide di insegnargli la Torah, il Talmud, Mishnah e la Ghemarah e di rimetterlo sulla retta via. La motivazione principale è far diventare l'animale «un buon Ebreo che non mente» e consentirgli di trascorrere del tempo con Zlabya senza fuorviarla.